# Hexan
Hexan är ett mättat, acykliskt kolväte med summaformeln C6H14, med 5 olika strukturisomerer. Dessa isomerer är alla vätskor vid rumstemperatur och har tämligen liknande fysikaliska egenskaper (smältpunkt, kokpunkt, specifikt värme och dylikt).
Hexan förekommer till viss del i bensin. Det finns också i små mängder i kålrabbi (0,04 ppm).

## Isomerer
Totalt finns fem isomera former av hexan, inklusive det ogrenade kolvätet hexan.

### Hexan
Det ogrenade kolvätet, som med IUPAC-nomenklatur kallas hexan kallas även normalhexan eller n-hexan med äldre terminologi.
Används bland annat som lösningsmedel inom organisk kemi, eftersom det är mycket opolärt. Hexans kritiska temperatur är 234 °C.